# Rolf Schmid (Chemiker)
Rolf Dieter Schmid (* 5. Januar 1942 in Salzburg) ist ein deutscher Chemiker.  Er war von 1993 bis 2009 Professor für Technische Biochemie an der Universität Stuttgart und Direktor des gleichnamigen Instituts am Zentrum für Bioverfahrenstechnik. Er ist ein Spezialist für die Entwicklungen der Biotechnologie in Japan und China.

## Leben
Schmid studierte Chemie an der Ludwigs-Maximilian-Universität in München und Chemie, Biochemie und Mikrobiologie an der Universität Freiburg, wo er 1970 promovierte. Nach Postdoc-Aufenthalten am CNRS in Gif-sur-Yvette und an der University of Texas in Austin nahm er 1972 eine Stelle bei der Henkel & Cie in Düsseldorf im Bereich Umweltforschung an und baute seit 1975 die biotechnologische Forschung des Unternehmens auf. Von 1987 bis 1993 arbeitete er als Bereichsleiter Enzymtechnologie und Naturstoffchemie (Nachfolger von Maria-Regina Kula) an der Gesellschaft für Biotechnologische Forschung (jetzt Helmholtz-Zentrum für Infektionsforschung) verbunden mit einer Professur an der Technischen Universität Braunschweig. 1993 nahm er den Ruf der Universität Stuttgart auf die Professur Technische Biochemie an. Bis 2009 war er der Direktor des Instituts für Technische Biochemie an dieser Universität. 2007 erhielt er ein Diplom als MBA von der Hochschule Reutlingen, gründete 2010 das Unternehmen Bio4Business in Stuttgart und 2015 das Steinbeis-Beratungszentrum Asia Technology Consulting.

## Industrie-, Verbands- und regierungsamtliche Tätigkeiten
Von 1990 bis 2000 sowie von 2008 bis 2011 war Schmid Mitglied des Aufsichtsrats der Eppendorf AG und ab dem Jahr 2000 Sprecher ihres wissenschaftlichen Beirats. In den Jahren 2008 bis 2010 hatte er den Vorsitz der Dr. Heinrich-Netheler-Stiftung inne und wurde zudem 2009 von der Landesregierung Baden-Württembergs zum Beauftragten des Ministeriums für Wissenschaft, Forschung und Kunst Baden-Württemberg für die Zusammenarbeit auf dem Gebiet der Biotechnologie mit den Partnerprovinzen Shanghai und Jiangsu (China) sowie der Präfektur Kanagawa (Japan) ernannt.
Neben seinen regierungsamtlichen und wirtschaftlichen Tätigkeiten brachte Schmid sich auch in zahlreichen Verbänden ein. Von 1997 bis 2002 war er Leiter der Biotechnologie-Sektion der IUPAC und gleichzeitig Leiter des Fachausschusses Grundlagen der Biotechnologie der DECHEMA.
Von 2015 bis 2020 war er Mitglied des Japan-Clusters von BioM in München. Von 2010 bis 2020 war er Mitglied und Vorsitzender des wissenschaftlichen Beirats von Toulouse White Biotech TWB in Frankreich. Er ist Ehrenmitglied der Gesellschaft Deutscher Chemiker (GDCh) und Ehrenmitglied des Clusters für Industrielle Biotechnologie CLIB in Düsseldorf.

## Auszeichnungen
- 2003 Lifetime Achievement Award der American Oil Chemists’ Society
- 2010 Honorarprofessor der Nanjing University of Technology

## Werke

### Patente und Zeitschriftenartikel
Er hat mit seinen Mitarbeitern mehr als 380 wissenschaftliche Originalarbeiten und über 100 Patentanmeldungen und Patente auf dem Gebiet der industriellen Biotechnologie und der Biosensoren veröffentlicht.

### Bücher

#### Allgemein
- Dellweg, Trommer, Schmid (Hrsg.): Römpp-Lexikon Biotechnologie, Thieme Verlag, Stuttgart, 1992, ISBN 3137364019

- Schmid, Taschenatlas der Biotechnologie und Gentechnik, Wiley-VCH, Weinheim, 2002, ISBN 3527313109 (erschienen in deutscher, englischer, französischer, japanischer, chinesischer, russischer und arabischer Sprache). 3. Auflage 2016

- Schmid, Urlacher, Modern Biooxidation: Enzymes, Reactions and Applications, Wiley-VCH, Weinheim, 2007, ISBN 3527315071

#### Biotechnologie in Japan
Schmid war im Auftrag der Henkel KGaA maßgeblich am Aufbau einer Forschergruppe in Japan beteiligt und hat von 1980 bis 1995 für das Bundesministerium für Forschung und Technologie (heute: Bundesministerium für Bildung und Forschung) die Entwicklungen in Japan analysiert. Dabei sind neben zahlreichen Veröffentlichungen folgende Bücher entstanden:
- Schmid, Fukui, Dictionary of Biotechnology German-English-Japanese, Springer-Verlag, Berlin, 1989, ISBN 354015566X
- Schmid, Biotechnology in Japan: a comprehensive guide, Springer-Verlag, Berlin, 1991, ISBN 3540535543

1991 hielt er sich zu einem Forschungsaufenthalt an der University of Tokyo auf.

Seit 2011 veröffentlicht er umfassende Informationen zur japanischen Biotechnologie in regelmäßigen Beiträgen für die „Nachrichten aus der Chemie“.
Seit 2015 schrieb er für das EU-Japan Center for Industrial Cooperation in Brüssel Forschungsberichte zu den Themen Biotech in Japan: Agriculture and Food, Bioinformatics, Industrial Biotech, Cell Technology, Biopharmaceuticals und Advanced R&D in Biotech.

#### Biotechnologie in China
Schmid hat seit 1990 im Auftrag des BMBF die Entwicklungen auf dem Gebiet der Biotechnologie in China analysiert. Dabei ist neben zahlreichen Veröffentlichungen folgendes Buch entstanden:
- Schmid, Lian Ma, Chinese Bio Today, Shanghai : Printing Center of the General Office of the CPC Shanghai Municipal Committee, 2003.

2003 hielt er sich zu einem Forschungsaufenthalt an der Tsinghua University in Peking und 2009 zu einem Forschungsaufenthalt an der Nanjing Tech University auf. Seit 2012 veröffentlicht er umfassende Informationen zur Technologiepolitik Chinas. Seit 2016 schreibt er regelmäßig Beiträge über Technologie-Entwicklungen Chinas in den „Nachrichten aus der Chemie“, u. a. in einer monatlichen Kolumne mit dem Titel „Blick nach Asien“. Von 2015 bis 2019 war er wissenschaftlicher Berater des Technologiebüros der chinesischen Hafenstadt Qingdao und ist seit 2020 Mitglied des wissenschaftlichen Beirats des Shandong Energy Institute in Qingdao.
In den letzten Jahren hat er dazu folgende Reviews und Bücher veröffentlicht:
- Rolf Schmid, Xin Xiong, Biotech in China – Innovation, politics and economics , Jenny Stanford Publishing Pte. Ltd. Singapore, 2021, ISBN 978-9-814-87753-4
- Rolf Schmid, Xin Xiong, Biotech in China 2021, at the beginning of the 14th five-year period, doi:10.1007/s00253-021-11317-8
- Rolf Schmid, Xin Xiong, China’s Environmental solutions, doi:10.1007/s00253-022-12340-z
- Rolf Schmid, Xin Xiong, China’s Environmental solutions, policy, technologies, and perspectives, Jenny Stanford Publishing Pte. Ltd. Singapore 2023, im Druck